# Ancillary Justice - La vendetta di Breq
Ancillary Justice - La vendetta di Breq (Ancillary Justice) è un romanzo di fantascienza del 2013 scritto da Ann Leckie. Il libro è il primo capitolo di una trilogia che proseguirà con Ancillary Sword - La stazione di Athoek.

## Trama
Millenni nel futuro il mondo è dominato dal Radch, una superpotenza aggressiva ed espansionista che mira al controllo totale della popolazione. La Justice of Toren è una nave da trasporto truppe governata da un'intelligenza artificiale, capace di controllare non solo i sistemi di bordo ma anche le truppe umane, che in realtà sono solo dei corpi vuoti poiché ogni traccia della loro anima, dei loro ricordi e del loro essere senzienti è stata cancellata.
Breq è l'"ancella" della Justice of Toren, ovvero un corpo umano connesso all'intelligenza artificiale e di cui essa fa uso per interagire con i pochi passeggeri umani rimasti nella nave spaziale. Gli umani non considerano umane le ancelle, in quanto pur essendo biologicamente un essere umano è del tutto priva di ricordi e di volontà propria.
Breq però è particolare perché ha la sensazione di avere una storia: un giorno rinviene nella neve il corpo di un uomo abbandonato come un relitto fuori dal tempo e sente che quell'uomo appartiene al suo passato. Decide quindi di iniziare ad adoperarsi per rovesciare l'ordine tirannico del Radch

## Edizioni
- Ann Leckie, Ancillary Justice - La vendetta di Breq, Collezione Fantasy, Fanucci Editore, 2014.
- Ann Leckie, Ancillary Justice, Urania Jumbo n°10, Arnoldo Mondadori editore, 2020.